# Serguéi Klímov
Serguéi Aleksándrovich Klímov (del ruso: Сергей Александрович Климов), en inglés: Sergey Klimov, (San Petersburgo, 7 de julio de 1980) es un ciclista ruso que fue profesional entre 2001 y 2014.

## Palmarés
2001
- 1 etapa del  Tour de Normandía

2003
- 1 etapa de la Volta a Tarragona

2013
- 1 etapa de los Cinco Anillos de Moscú

## Resultados en Grandes Vueltas
| Carrera | Carrera         | 2001 | 2002 | 2003 | 2004 | 2005 | 2006 | 2007 | 2008  | 2009  | 2010 | 2011 | 2012 | 2013 | 2014 |
| ------- | --------------- | ---- | ---- | ---- | ---- | ---- | ---- | ---- | ----- | ----- | ---- | ---- | ---- | ---- | ---- |
|         | Giro de Italia  | —    | —    | —    | —    | —    | —    | —    | 110.º | 137.º | 94.º | —    | —    | —    | —    |
|         | Tour de Francia | —    | —    | —    | —    | —    | —    | —    | —     | —     | —    | —    | —    | —    | —    |
|         | Vuelta a España | —    | —    | —    | —    | —    | —    | —    | —     | —     | —    | —    | —    | —    | —    |

—: no participa

Ab.: abandono